# Босанац (презиме)
Босанац је презиме које носе следеће особе:
- Зока Босанац, музичар[а]
- Мира Босанац, глумица
- Перса Босанац, народни херој